# City-Pier-City Loop 1977
De derde editie van de City-Pier-City Loop vond plaats op zondag 26 maart 1977. 
Winnaar was de Duitser Joachim Schirmer. Hij had 1:02.40 nodig om het parcours door de straten van Den Haag en Scheveningen te voltooien. De Engelsman Bernie Plain werd tweede, de Duitser Günther Mielke derde.
In deze editie was het parcours ongeveer 500 meter te kort. Aan deze wedstrijd namen 71 mannen (geen vrouwen) deel.
Naast de halve marathon kende het evenement ook een loop over 10 km en 5 km.

## Uitslag
| rang   | naam             | land | tijd    |
| ------ | ---------------- | ---- | ------- |
| Goud   | Joachim Schirmer | GER  | 1:02.40 |
| Zilver | Bernie Plain     | ENG  | 1:02.54 |
| Brons  | Günther Mielke   | GER  | 1:03.29 |
| 4      | David Cannon     | ENG  | 1:03.30 |
| 5      | Allen Joslyn     | ENG  | 1:03.39 |
| 6      | Winfried Hellwig | GER  | 1:03.40 |
| 7      | Roelof Veld      | NED  | 1:03.47 |
| 8      | Cor Vriend       | NED  | 1:04.26 |
| 9      | Roger Michielsen | BEL  | 1:04.33 |
| 10     | Piet Waaning     | NED  | 1:04.54 |

1975 ·
1976 ·
1977 ·
1978 ·
1979 ·
1980 ·
1981 ·
1982 ·
1983 ·
1984 ·
1985 ·
1986 ·
1987 ·
1988 ·
1989 ·
1990 ·
1991 ·
1992 ·
1993 ·
1994 ·
1995 ·
1996 ·
1997 ·
1998 ·
1999 ·
2000 ·
2001 ·
2002 ·
2003 ·
2004 ·
2005 ·
2006 ·
2007 ·
2008 ·
2009 ·
2010 ·
2011 ·
2012 ·
2013 ·
2014 ·
2015 ·
2016 ·
2017 ·
2018 ·
2019 (afgelast) ·
2020 ·
2021 (afgelast) ·
2022 ·
2023 ·
2024